# Paraphrynus williamsi
Espèce
Paraphrynus williamsi est une espèce d'amblypyges de la famille des Phrynidae.

## Distribution
Cette espèce est endémique du Chiapas au Mexique. Elle se rencontre à La Trinitaria dans les grottes Grutas de Zapaluta.

## Description
La femelle holotype mesure 20 mm.

## Étymologie
Cette espèce est nommée en l'honneur de Stanley C. Williams.

## Publication originale
- Mullinex, 1975 : Revision of Paraphrynus Moreno (Amblypygida: Phrynidae) for North America and the Antilles. Occasional Papers of the California Academy of Sciences, no 116, p. 1-80 (texte intégral).